# Никольская церковь (Зеленоград)
Храм святителя Николая Мирликийского (Никольская церковь, церковь Николая Чудотворца) — православный храм в Зеленоградском административном округе Москвы. Относится к Зеленоградскому благочинию Московской епархии Русской православной церкви.
Комплекс состоит из собственно храма, колокольни (с помещениями воскресной школы) и келий монахинь. Храм и колокольня являются самыми старыми зданиями на территории города, а стилизованное изображение храма используется во флаге и гербе района Савёлки.

## История
Храм стоит на месте, ранее принадлежавшем московскому Новинскому монастырю. Первый (деревянный) храм, освящённый в честь святителя Николая Мирликийского, был построен в 1756 году. Рядом с храмом расположено Никольское кладбище, основанное в том же году.
В 1802 году новый владелец усадьбы Андрей Николаевич Долгоруков заложил новую каменную церковь. Строительство завершилось к 1827 году. Нижняя («тёплая») церковь была освящена в 1827 году, верхняя («холодная») — в 1828. Вскоре старая деревянная церковь была снесена.
| Савёлки |      |
|         |      |
| Флаг    | Герб |

Храм закрыт в середине 1930-х годов, колокольня сломана.
В 1988 году по инициативе прихожан храма Спаса Нерукотворного Образа в Андреевке Никольская церковь была возвращена Русской православной церкви. Это первый за несколько десятилетий случай открытия православного храма в Москве. По воспоминаниям протопресвитера Владимира Дивакова, священник Сергий Суздальцев, которому поручили освятить храм, «внутрь храма даже зайти не смог, просто у северной стены этой развалины совершил молебен, и мы вместе с ним покропили стены храма и остатки приходского дома святой водой. <…> осенью 1988 года мы и совершили первое, правда, весьма символичное, малое освящение того, что и храмом-то тогда еще назвать нельзя было. Но народ с огромным воодушевлением воспринял весть о возрождении святыни. Когда я в первый раз туда приехал, там трава вокруг храма была по пояс. Всё заброшено, запущено. Приезжаем с отцом Сергием на следующий день… Ни одной травинки!! <…> бабушки чуть ли не всю ночь трудились, руками все сорняки выдергали, — так ждали освящения церкви!».

## Архитектура
Большой куб основного объёма храма с четырёх сторон окружён выступами: прямоугольным алтарным с востока и небольшими многогранными с других сторон. На кубическом здании церкви поставлен большой барабан с куполом-полусферой и световыми стрельчатыми проёмами в неоготическом стиле.
Приделы:
- Воскресения Христова
- Покрова Пресвятой Богородицы
- Святителя Николая
- Великомученицы Екатерины
- Мученика Иоанна Воина
- Святого Митрофана Воронежского

## Настоятели храма
- 1988—2013 — протоиерей Владимир Харитонов[3]
- 2013[4]—н.в. — протоиерей Константин Михайлов.